# 釧路運転免許試験場
釧路運転免許試験場（くしろうんてんめんきょしけんじょう）は、北海道警察釧路方面本部が管理する運転免許試験場。

## 所在地
- 北海道釧路市大楽毛北1丁目15-8

## 管轄
- 釧路地方（くしろ）および根室地方（ねむろ）の全域

## 交通機関
- JR根室本線新大楽毛駅下車徒歩900メートル
- くしろバス・阿寒バス JR釧路駅発（阿寒町または白糠町方面行）「大楽毛2丁目」下車徒歩500メートル